# Pedro Rosas Bravo
Pedro Rosas Bravo (Venezuela, 1951) es un expolítico venezolano que se desempeñó como ministro de Hacienda durante la segunda presidencia de Carlos Andrés Pérez.
Se graduó cum laude en Economía de la Universidad Católica Andrés Bello y Maestría en Ciencias en Econometría y Economía Matemática programa conjunto de la London School of Economics y la Universidad de East Anglia.